# Digital Monster X-Evolution
Série
Digimon Frontier: Kodai Digimon Fukkatsu!! Digimon Savers THE MOVIE Kyūkyoku Pawā! Bāsuto Mōdo Hatsudō!!
Pour plus de détails, voir Fiche technique et Distribution.
Digital Monster X-Evolution (デジタルモンスター ゼヴォリューション, Dejitaru Monsutaa Zevoryuushon) est un film d'animation en 3D tiré de la franchise Digimon, produit pour la chaine Fuji TV au Japon, et sorti le 3 janvier 2005 au Japon. Il est écrit par Kazunori Itō avec Miu Kawasaki, et réalisé par Hiroyuki Kakudō.  
Digital Monster X-Evolution est la première production d'animation Digimon entièrement réalisée en images de synthèse par le studio Imagi Animation Studios. Elle n'a aucun lien avec les séries d'animation. Elle est souvent mentionnée par les fans sous la dénomination simplifiée, bien que non-officielle « Digimon X-Evolution ».   

## Synopsis
Le réseau moderne a donné naissance à un monde virtuel, le digimonde. Le superordinateur hôte Yggdrasil en assure la gestion des différentes zones et c'est ainsi que le « monstre digital », un objet de vie numérique, est ainsi né. Toutefois, le créateur de ce monde a mis au point le programme X, une solution pour éradiquer tous les « Digimon » de ce monde surpeuplé et de développer ainsi un nouveau monde, destiné uniquement à une sélection de ces créatures. À mesure de la mise en œuvre de ce grand projet, baptisé Ark, la plus grande catastrophe de tous les temps menace de se produire.
Dorumon, un Digimon marqué du sigle d'un type de monstre émergent, « X », est la proie de la Garde royale : Omnimon, Gallantmon et Magnamon ; les protecteurs du digimonde. Ce Digimon cherche des réponses sur sa propre existence tout en essayant de protéger la vie de tous les Digimon, en bouleversant ces mondes à jamais dans son avancée.
Le projet Ark est mené à terme ; mais certains Digimon non sélectionnés survivent et partent vers le nouveau monde avec un cadeau unique en eux : l'anticorps X ; cet anticorps modifie leur apparence et les rend plus forts, tout en les immunisant contre le programme du créateur. Perdant la maîtrise de la situation, Yggdrasil fait appel à la Garde royale pour éradiquer ces créatures, qui sont désormais les marginalisés du nouveau monde.

## Fiche technique
- Réalisation : Hiroyuki Kakudō
- Scénario : Akiyoshi Hongo, Kazunori Itō et Miu Kawasaki (librement adapté de Digimon Chronicle, par Shisheni Okorarana)
- Production : Atsutoshi Umezawa (Toei Animation), Atsuya Takase (Fuji TV), Kyotaro Kimura (Yomiko Advertising, Inc.), Shigeo Izumitani (Bandai)
- Orchestration musicale : Takehiko Gokita
- Art designer : Keito Watanabe
- Réalisateur CGI : Tony Tang
- Producteurs CGI : Francis Kao, Terry Tse, Toyokazu Hattori (Toei Animation Digital Contents Department)
- Documentation : Mamiko Ogawa
- Montage : Shigeru Nishiyama, Kouichi Katagiri
- Sociétés de production : Bandai, Imagi Animation Studios, Toei Animation
- Sociétés de distribution : Toei Animation, Fuji TV, Bandai Visual, Digimon CG Project
- Durée : 80 min
- Pays d'origine :  Japon
- Langue originale : Japonais
- Date de sortie :
  -  Japon : 3 janvier 2005 (Fuji TV), 25 novembre 2005 (DVD)
  -  Corée du Sud : 27 mai 2020 (Laftel (VOD), VOST)
  -  Mondialement : 1er août 2020 (DigiFes 2020 Online (livestream), VO)

## Distribution
- Minami Takayama - Dorumon
- Hiroaki Hirata - Leomon
- Miwa Matsumoto - Tokomon
- Kiyoyuki Yanada - Andromon
- Hideyuki Tanaka - Omnimon
- Kouichi Toochika - Silphymon
- Junko Noda - Magnamon
- Masako Nozawa - Dukemon
- Toshiyuki Morikawa - Mummymon
- Chika Sakamoto - WarGreymon X
- Mayumi Yamaguchi - MetalGarurumon X
- Kokoro Kikuchi - Kokuwamon X
- Atori Shigematsu - Garudamon X
- Satoshi Taki - Hanumon
- Akira Ishida - Wizardmon

## Production
Le projet est d'abord annoncé comme un film en images de synthèse destiné à une sortie cinéma,. Le plan initial consistait de répartir l'intrigue à travers plusieurs parties diffusées en salles. Finalement, un deuxième communiqué de presse l'annonce en tant que projet pour la télévision, et en tant que téléfilm un peu plus d'un mois avant sa diffusion. Le projet se concrétise sur la chaîne Fuji TV le 3 janvier 2005. Le film est écrit par Kazunori Itō (Ghost in the Shell, Gamera 2, .hack) et Miu Kawasaki (Air Master) et produit par Toei Animation en collaboration avec le studio Imagi Animation Studios (Zentrix). Digital Monster X-Evolution adapte l'histoire de Digimon Chronicle, une série de textes en prose et en mini-manga qui accompagnait les Virtual pet de l'époque: les Digimon Pendulum X.
Hiroyuki Kakudō, réalisateur de Digimon Adventure, est invité à réaliser le long-métrage. Il raconte que la proposition ne promettait pas le même genre de liberté que dans la production de Digimon Adventure. L'histoire est déjà pensée par Bandai et WiZ. Malgré tout, il accepte la réalisation de ce film à une condition : « Ne pas inclure de personnages humains dans le récit. ». C'est la différence de taille entre le mini-manga et X-Evolution: le mini-manga illustre Kōta Doumoto, un humain accompagnant Dorumon, et le film illustre un Dorumon solitaire et sans intervention humaine dans son parcours. Pour Hiroyuki Kakudō, depuis la première série animée, les histoires des productions Digimon se centraient de plus en plus sur les humains, et à l'époque de Digimon Frontier dans laquelle le film est produit en parallèle, il sent qu'il veut faire quelque chose d'exclusivement centrée sur les monstres. Pour le film, la règle d'or est qu'il n'y aurait pas d'humains, et le vœu de Hiroyuki Kakudō est donc comblé. Le film est produit en images de synthèse, pour permettre au spectateur de se plonger dans un cadre virtuel et cybernétique, les racines du numérique dans l'univers Digimon, permet de dépeindre les Digimon dans leur sens originel, en tant que véritables « monstres numériques ».
L'univers du film s'étend officiellement à travers le jeu vidéo Digimon World 4. Cependant, en dehors de quelques références dans le jeu, les manuels, le site internet et les pages promotionnelles, ce jeu ne s'attarde pas en scénarios. La source d'inspiration du film, Digimon Chronicle publié en 2003, connaît une suite à travers Digimon Chronicle X, entre 2018 et 2020 pour 27 chapitres en textes publiés en ligne en japonais et en anglais. 
Bien que divers merchandisings n'aient jamais fait leur apparition après leur annonce initiale dans le communiqué de presse, le Digitalize Booster Pack du jeu de cartes Digimon comporte un grand nombre de cartes qui illustre les personnages du film (en utilisant leurs rendus CGI du film). Dorumon/Alphamon continuent d'avoir de nouveaux produits dérivés sous la marque X-Evolution, dont quatorze ans après la sortie du film avec la série de figurines Digivolving Spirits.

## Diffusion
Ce film est d'abord diffusé le 3 janvier 2005 à 7 h 15 du matin (UTC+9/HNJ) sur Fuji TV au Japon. En un format recadré pour la télévision de l'époque, le 4/3. Le 1er août 2020, dans le cadre du livestream du DigiFes 2020 Online, Toei Animation diffuse Digital Monster X-Evolution en direct sur la chaîne Youtube du studio en format de production 16/9, mais en non-remasterisé. Sans géo-blocage, bien que sans sous-titre.

## Produits dérivés

### DVD et VOD
Le DVD sort le 25 novembre 2005. Le film sort en Corée sur le réseau VOD Laftel en version originale sous-titrée le 21 mai 2020.

### Musique
Digital Monster X-Evolution Original Soundtrack, l'album de la bande-originale composée par Takehiko Gokita sort le 1er août 2009.

## Accueil
« X-Evolution est le seul film à être entièrement en images de synthèse, ce qui présente de sérieux inconvénients. Au-delà de cela, l'histoire a beaucoup plus de cœur que ce que beaucoup lui reconnaissent. » pour Nicholas Howe de ScreenRant.
« Digimon X Evolution est un bon film [...] Les histoires entremêlées de Dorumon, Omegamon, Wargreymon X et du grand plan d'Yggdrasil parviennent à avoir un sens logique et sont agréables à suivre. En tant que film lui-même, il est sans équivoque, assez profond et bien fait [...] La CGI, considérant que c'est l'une des premières expériences des japonais en la matière, fonctionne presque bien [...] à revoir, les modèles numériques et les décors surtout ont aujourd'hui mal vieilli, tandis que toutes les chorégraphies des combats font toujours mouche de façon magistrale. Pour un fan de la franchise ou même pour un simple curieux, c'est un film qui mérite d'être vu. » pour Riccardo Magliano de SpaceNerd.
Digital Monster X-Evolution se classe 2e (20 % des votes, pour un choix de dix-huit films) dans le sondage de popularité opéré sur le site Digimon de Bandai, sur une période de vote allant du 1er mai au 28 mai 2020. Entre Bokura no Uō Gēmu! (30 %) et Last Evolution Kizuna (16 %) sur le podium.